# Marcilly-Ogny
Pour les articles homonymes, voir Marcilly.
Marcilly-Ogny est une commune française située dans le canton d'Arnay-le-Duc du département de la Côte-d'Or, en région Bourgogne-Franche-Comté.
La commune est limitrophe du parc naturel régional du Morvan.

## Géographie

### Situation
Marcilly-Ogny est dans le quart sud-ouest de la Côte-d'Or, à 20 km de la Nièvre à l'ouest et 23 km de la Saône-et-Loire au sud-ouest. Sa préfecture Dijon est à 60 km à l'est, son chef-lieu de canton Arnay-le-Duc à 17 km au sud. D'autres villes proches sont Saulieu (17 km à l'ouest), Autun (40 km au sud), Montbard (50 km au nord-ouest), Beaune (53 km au sud-est).
La commune est limitrophe du parc naturel régional du Morvan sur environ 4 km, la longueur de la limite de commune partagée avec Thoisy-la-Berchère à l'ouest.

### Routes et transports
Deux autoroutes se rencontrent à 19 km à l'est, à l'échangeur n° 24 de Pouilly-en-Auxois : l'autoroute A6 et l'autoroute A38, qui débute là et mène à Dijon.
La D 977bis traverse rapidement une pointe de la commune au nord. Elle relie Saulieu à l'ouest avec Vandenesse, Commarin et Sombernon (est et sud-est).
La route départementale D 36 suit la vallée du Serein du nord au sud, remontant vers le nord-ouest pour rejoindre vers Précy-sous-Thil la D 980 Autun / Montbard / Châtillon-sur-Seine.

### Communes limitrophes
Cinq communes sont limitrophes de Marcilly-Ogny.

### Hydrographie
Le Serein traverse la commune du sud au nord. Il aborde la commune à 396 m d'altitude et en sort à 375 m d'altitude. Il s'est taillé une vallée atteignant 2 km dans sa plus grande largeur (sur la commune) à la hauteur de Marcilly.
Son affluent de rive droite le Dorant sert de limite de communes avec Mont-Saint-Jean au nord, mais conflue avec le Serein sur Marcilly.

### Hameaux, lieux-dits et écarts
Dans la liste ci-dessous, les hameaux sont en caractères gras et les lieux-dits en italiques.
A
- l'Argilis
- les Aubuottes
- l'Autot

B
- Au Bas du Cerisier
- le Bas de la Mare
- En Brigateau

C
- le Champ de Saule
- les Champs sur le Bois
- Champs de Coutrot
- le Chantey
- Collonge
- Corne du Dué
- le Correy
- les Courbereaux
- Crameau
- La Croix
- Croix de Champ Mort

E
- les Échelottes

G
- la Grigeole
- Guillouze

H
- le Haut des Lavières

L
- les Grands Lagots
- le Larrey
- le Larrey sur Marcilly
- le Liard

M
- Melin (partie sur Mt-St-Jean)
- Meurt-de-Faim
- les Mouillats
- le Moulin de Chanteloup
- Moulin Génot

O
- Ogny

P
- Pièce Saint-Jean
- Pièce de la Cour
- le Poix
- les Pras
- le Grand Pré
- Prés du Bois
- Prés de Charmey
- les Prés Corbeaux
- les Prés de Crameaux
- Au Pré Dessous
- le Pré des Hâtes
- Au Pré Léri
- Au Prélot
- la Prénoise

R
- la Ramée
- les Rongés

S
- Saule Collard

T
- les Tanières
- les Terres Blanches
- Thorizeau

V
- les verchères
- la Verlon

### Climat
Pour des articles plus généraux, voir Climat de la Bourgogne-Franche-Comté et Climat de la Côte-d'Or.
En 2010, le climat de la commune est de type climat des marges montargnardes, selon une étude du Centre national de la recherche scientifique s'appuyant sur une série de données couvrant la période 1971-2000. En 2020, Météo-France publie une typologie des climats de la France métropolitaine dans laquelle la commune est exposée à un climat océanique altéré et est dans la région climatique  Lorraine, plateau de Langres, Morvan, caractérisée par un hiver rude (1,5 °C), des vents modérés et des brouillards fréquents en automne et hiver. 
Pour la période 1971-2000, la température annuelle moyenne est de 9,9 °C, avec une amplitude thermique annuelle de 16,7 °C. Le cumul annuel moyen de précipitations est de 888 mm, avec 13,1 jours de précipitations en janvier et 8,2 jours en juillet. Pour la période 1991-2020, la température moyenne annuelle observée sur la station météorologique de Météo-France la plus proche, « Pouilly-en-Aux_sapc », sur la commune de Pouilly-en-Auxois à 11 km à vol d'oiseau, est de 10,7 °C et le cumul annuel moyen de précipitations est de 859,1 mm,. Pour l'avenir, les paramètres climatiques de la commune estimés pour 2050 selon différents scénarios d'émission de gaz à effet de serre sont consultables sur un site dédié publié par Météo-France en novembre 2022.

## Urbanisme

### Typologie
Au 1er janvier 2024, Marcilly-Ogny est catégorisée commune rurale à habitat très dispersé, selon la nouvelle grille communale de densité à 7 niveaux définie par l'Insee en 2022.
Elle est située hors unité urbaine et hors attraction des villes,.

### Occupation des sols
L'occupation des sols de la commune, telle qu'elle ressort de la base de données européenne d’occupation biophysique des sols Corine Land Cover (CLC), est marquée par l'importance des territoires agricoles (90,9 % en 2018), une proportion sensiblement équivalente à celle de 1990 (91,3 %). La répartition détaillée en 2018 est la suivante : 
prairies (67,3 %), terres arables (14,9 %), zones agricoles hétérogènes (8,8 %), forêts (7,2 %), zones urbanisées (1,9 %). L'évolution de l’occupation des sols de la commune et de ses infrastructures peut être observée sur les différentes représentations cartographiques du territoire : la carte de Cassini (XVIIIe siècle), la carte d'état-major (1820-1866) et les cartes ou photos aériennes de l'IGN pour la période actuelle (1950 à aujourd'hui).

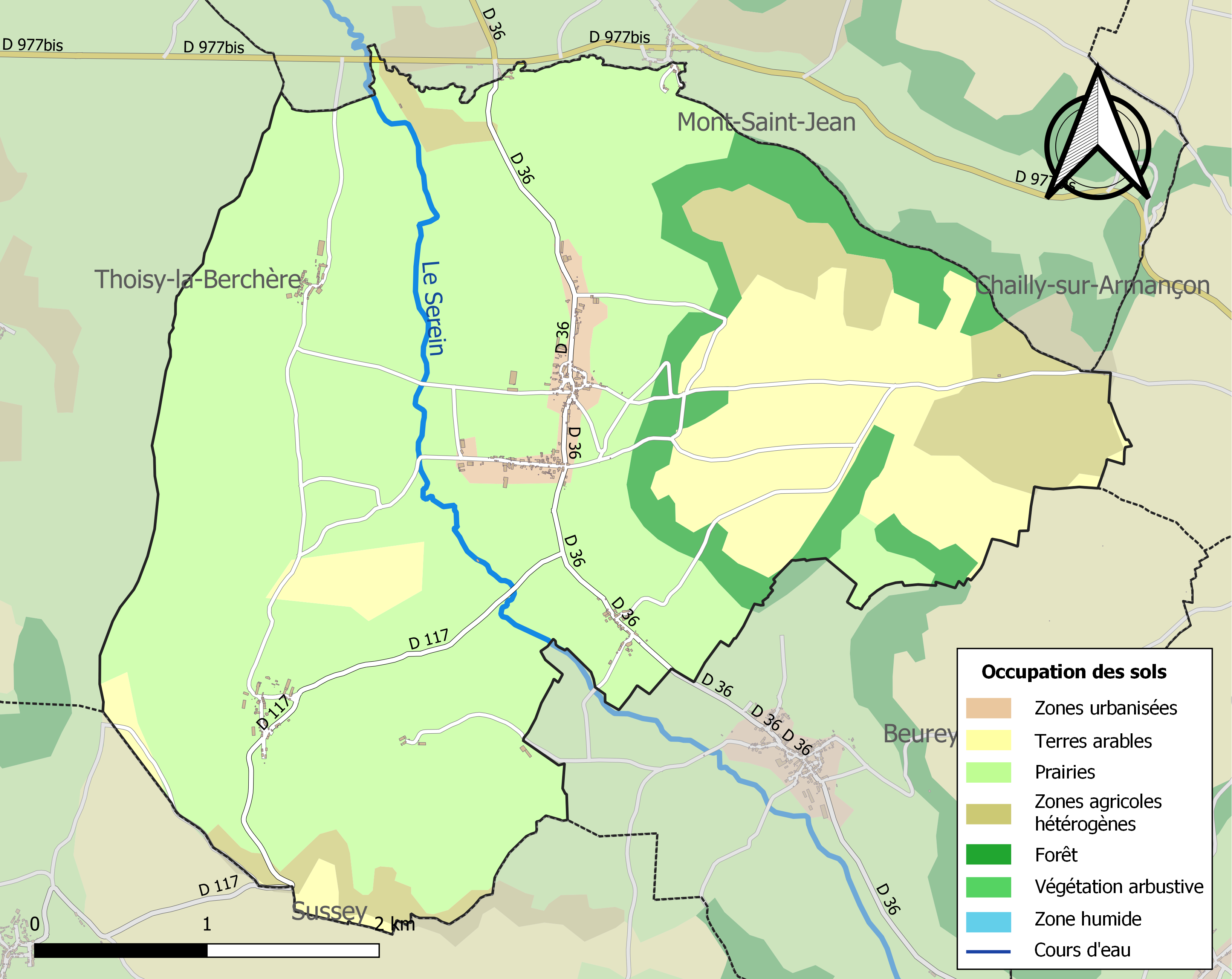
Carte des infrastructures et de l'occupation des sols de la commune en 2018 (CLC).

## Histoire

### Préhistoire
Une douzaine de tumulus reconnus se tiennent à l'est de Marcilly, sur le plateau encadré au sud par la source du Serein, au nord-est par la source de l'Armançon et au nord-ouest par la source du Dorant, petit affluent du Serein. Le tumulus n° 1 des Champs d'Âniers ou Murées-Bergines, datant du premier âge du fer, a été construit au-dessus d'un autre tumulus datant du Néolithique. La sépulture n° 1 de ce tumulus contient des parures rappelant celles trouvées en Bourgogne mais aussi dans le Jura et la Franche-Comté. Le tumulus n° 1 du Bas de Chagny, autre tertre de la même nécropole, a lui aussi été réutilisé. Il contient des ossements incinérés (la crémation ayant eu lieu ailleurs) et des inhumations. La sépulture n° 4 de ce tumulus a révélé un grand nombre de parures en bronze, dont 280 appliques et une fibule du Halstatt final (Ve siècle av. J.-C.).

### Moyen-Âge
Avant 1753 l'église Saint-Guillaume d'Ogny était une succursale de la paroisse de Fussey. En 1753 elle est le siège d'une paroisse du diocèse d'Autun, archiprêtré de Saulieu, à la présentation du seigneur. Succursale et paroisse faisaient partie de la recette d'Arnay.

### Époque contemporaine
Le 1er janvier 1849 Ogny est absorbée par fusion avec Marcilly-lès-Mont-Serein, appelée Marcilly-sous-Mont-Saint-Jean depuis 1397.

## Politique et administration

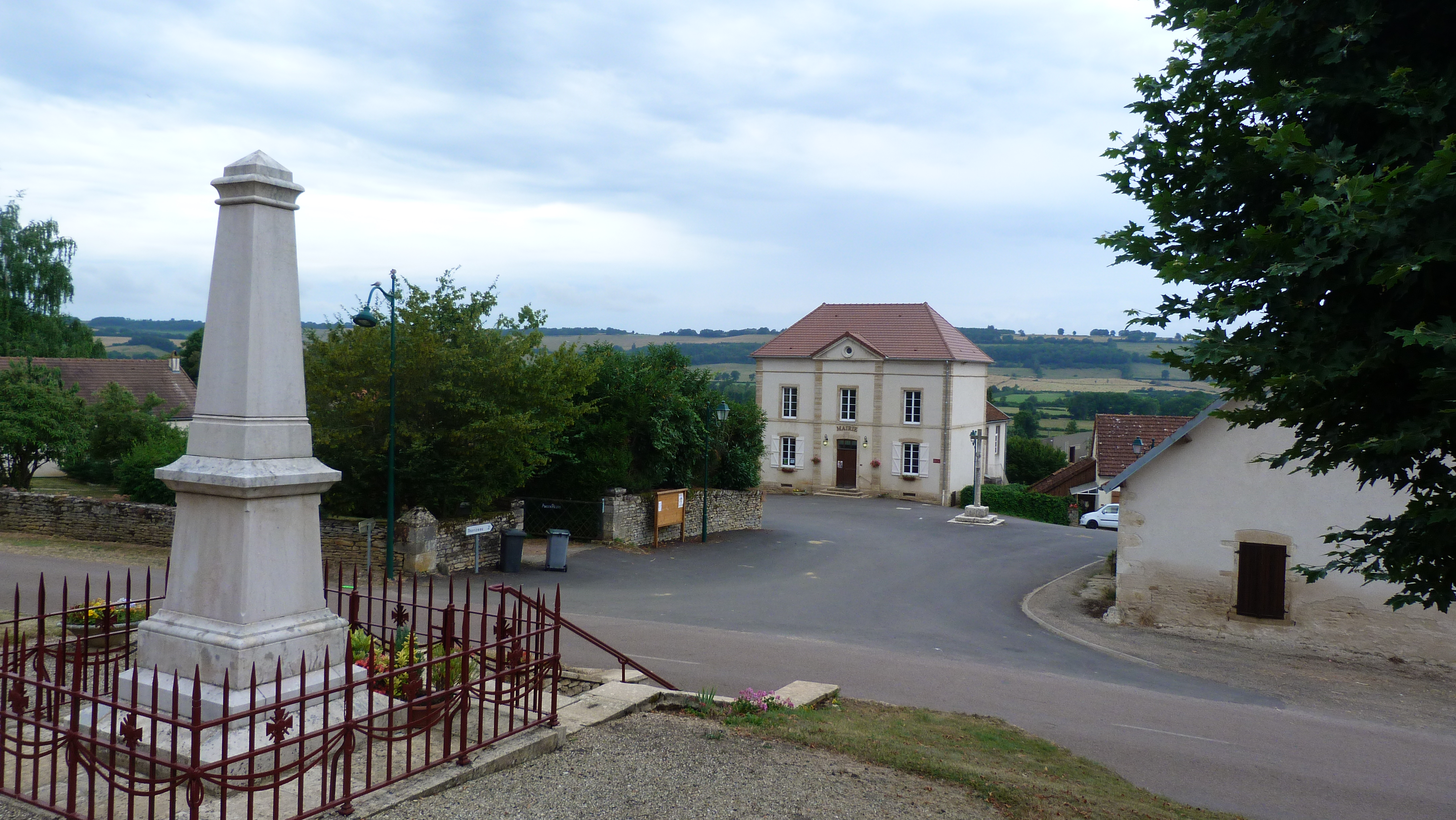
Mairie de Marcilly

| Période   | Période   | Identité              | Étiquette | Qualité |
| --------- | --------- | --------------------- | --------- | ------- |
| mars 1989 | mars 2014 | Michel Guenoux        |           |         |
| mars 2014 | En cours  | François Champrenault |           |         |

## Démographie
L'évolution du nombre d'habitants est connue à travers les recensements de la population effectués dans la commune depuis 1793. Pour les communes de moins de 10 000 habitants, une enquête de recensement portant sur toute la population est réalisée tous les cinq ans, les populations de référence des années intermédiaires étant quant à elles estimées par interpolation ou extrapolation. Pour la commune, le premier recensement exhaustif entrant dans le cadre du nouveau dispositif a été réalisé en 2008.

En 2022, la commune comptait 192 habitants, en évolution de −1,54 % par rapport à 2016 (Côte-d'Or : +0,82 %, France hors Mayotte : +2,11 %).
| 1793 | 1800 | 1806 | 1821 | 1831 | 1836 | 1841  | 1846 | 1851 |
| ---- | ---- | ---- | ---- | ---- | ---- | ----- | ---- | ---- |
| 490  | 402  | 461  | 434  | 707  | 792  | 1 204 | 820  | 800  |

| 1856 | 1861 | 1866 | 1872 | 1876 | 1881 | 1886 | 1891 | 1896 |
| ---- | ---- | ---- | ---- | ---- | ---- | ---- | ---- | ---- |
| 768  | 754  | 807  | 765  | 740  | 687  | 627  | 589  | 555  |

| 1901 | 1906 | 1911 | 1921 | 1926 | 1931 | 1936 | 1946 | 1954 |
| ---- | ---- | ---- | ---- | ---- | ---- | ---- | ---- | ---- |
| 540  | 519  | 447  | 355  | 354  | 317  | 304  | 285  | 265  |

| 1962 | 1968 | 1975 | 1982 | 1990 | 1999 | 2006 | 2008 | 2013 |
| ---- | ---- | ---- | ---- | ---- | ---- | ---- | ---- | ---- |
| 251  | 268  | 191  | 171  | 173  | 189  | 198  | 200  | 199  |

| 2018 | 2022 | - | - | - | - | - | - | - |
| ---- | ---- | - | - | - | - | - | - | - |
| 194  | 192  | - | - | - | - | - | - | - |

## Lieux et monuments
- Église Saint Guillaume d’Aquitaine d'Ogny, érigée en 1702 grâce à Héloïse de Saffre[25].
- Église Saint-Germain de Marcilly.
- Château d'Ogny.